# 오르베스트 항공
오르베스트 항공(영어: Orbest)은 포르투갈의 항공사이다. 허브 공항은 리스본 공항을 사용하고 있으며, 주로 전세편으로 운항하고 있다.

## 운항 노선
- 2018년 8월 기준으로 오르베스트 항공은 다음과 같이 운항하고 있다.[1]

## 보유 기종
- 2020년 8월 기준으로 오르베스트 항공은 다음과 같이 보유하고 있다.